# وجه العدالة (مسلسل)
وجه العدالة مسلسل تلفزيوني سوري، يتحدث عن الجرائم وكشفها ومحاكمة المجرمين بأسلوب بوليسي مشوق ، تمثيل سامر المصري عبد الرحمن أبو القاسم ومجموعة من الفنانات والفنانين السوريين يتألف المسلسل من 30 حلقة . يقدم قصص بوليسية حقيقية حصلت في سوريا. الجانب البوليسي في المسلسل الرائد هشام من الأمن الجنائي والنقيب فوزي والمساعد جميل وعناصر.
تم أخذ نصوص المسلسل من المسلسل الإذاعي السوري الذي يحمل نفس الاسم حكم العدالة ويذاع في إذاعة دمشق منذ السبعينات والذي فاز بعدد من الجوائز في المهرجانات كأفضل مسلسل إذاعي سوري.